# Późne krwawienie poporodowe
Późne krwawienie poporodowe – krwawienie występujące nie mniej niż 24 godziny po porodzie. Rozmiar krwawienia zależy od jego przyczyny: obfite krwawienie z reguły zmusza do interwencji zabiegowej, mniejsze rozmiary krwawienia mogą być powodem opóźnienia interwencji. Przyczyną powstania późnego krwawienia poporodowego są: zaburzenia inwolucji miejsca łożyskowego, obecność resztek tkanki łożyskowej, zapalenie błony śluzowej macicy, rozpadający się mięśniak macicy, rak szyjki macicy, rozrosty i nowotwory trofoblastu 